# 李壽卿 (元朝)
李寿卿（？—？），太原人，元朝政治人物。
官任将仕郎，後來擔任县丞。朱權稱李寿卿之词，“如洞天春晓”。作有杂剧十种，今存《伍员吹箫》、《度柳翠》两种。徐渭的《玉禅师》即脱胎自《度柳翠》。